# Jason D. Mark
Jason D. Mark, australski je povjesničar, prevoditelj i nakladnik.
Jason D. Mark autor je više knjiga pisanih na teme iz Drugoga svjetskog rata poglavito o Bitci za Staljingrad. Od nakladničke kuće Stone & Stone Books njegova knjiga Island of Fire proglašena je najboljom knjigom u 2006. godini na temu povijest Drugoga svjetskog rata. Vlasnik je i direktor nakladničke kuće Leaping Horseman Books u Sydneyju, u Australiji.

## Djela
- Death of Leaping Horseman: 24. Panzer-Division in Stalingrad, Leaping Horseman Books, Sydney, 2002.
- Island of Fire: The Battle for Barricady Gun Factory in Stalingrad, Leaping Horseman Books, Sydney, 2006.
- Angriff: The German Attack on Stalingrad in Photos, Leaping Horseman Books, Sydney, 2008.
- Croatian Legion: The 369th Reinforced (Croatian) Infantry Regiment on the Eastern Front, 1941-1943, Leaping Horseman Books, Sydney, 2010. (suautor Amir Obhođaš)[5] (hrv. izd. Hrvatska legija: 369. pojačana pješačka pukovnija na Istočnom bojištu 1941. – 1943., Despot Infinitus d.o.o., Zagreb, 2012.)[6]
- Besieged the Epic Battle For Cholm, Leaping Horseman Books, Sydney, 2011.
- Into Oblivion: Kharkov to Stalingrad: the Story of Pionier-Bataillon 305, Leaping Horseman Books, Sydney, 2013.
- Panzerkrieg: German Armoured Operations at Stalingrad, volume 1: Panzer-Abteilungen 103, 129 and 160, Leaping Horseman Books, Sydney, 2017.

## Vanjske poveznice
- (engl.) Leaping Horseman Books
- (engl.) Obhodas, Amir and Jason D. Mark. Croatian Legion: The 369th Reinforced (Croatian) Infantry Regiment on the Eastern Front, 1941-1943. Sydney: Leaping Horseman Books, 2010.  Arhivirana inačica izvorne stranice od 14. rujna 2011. (Wayback Machine) Recenzija knjige na Stone & Stone books.